# Ângela Lago
Angela Lago (Belo Horizonte, 17 de dezembro de 1945 – Belo Horizonte, 21 de outubro de 2017) foi uma escritora e ilustradora brasileira.A maior parte de sua obra é dedicada ao público infantil. Em alguns de seus livros não usa palavras, apenas imagens.
Entre suas obras destaca-se Cena de Rua, premiado na França e na Bienal de Bratislava. Cena de Rua foi publicado no México, na França, nos Estados Unidos e no Brasil.

## Vida
Escritora e ilustradora mineira, nascida em Belo Horizonte em 1945, Angela Maria Cardoso Lago inicia sua formação superior na Escola de Serviço Social da Universidade Católica de Minas Gerais (PUC-MG). Frequentou o ateliê do escultor Bitter com um grupo de artistas plásticos. 
Em 1969, leciona na Escola de Serviço Social e trabalha como assistente no Instituto Psicopedagógico para crianças com dificuldades psicopedagógicas e psiquiátricas. Em 1975, abre seu próprio ateliê de programação visual para publicidade, onde criou marcas, logotipos, propagandas institucionais entre outros.
Estreia na literatura em 1980 com o livro O Fio do Riso. Durante sua carreira, foi agraciada diversas vezes com os principais prêmios literários brasileiros, como o Prêmio Jabuti e o Prêmio FNLIJ. Além de livros próprios, ilustrou obras de outros autores e traduziu poemas.

Em 2008, concedeu uma entrevista ao Museu da Pessoa, onde falou sobre: a infância e a influência que os pais tiveram em seu gosto pela leitura e a viagem para a Escócia, onde descobriu o amor pela arte e deu início a carreira; os livros que escreveu e ilustrou, tanto autorais como de outros escritores, como “O gato chamado Gatinho” e "O touro encantado" de Ferreira Gullar. Em dado momento, Ângela foi questionada acerca do seu dia-a-dia de trabalho de criação ao qual respondeu:
“O que eu mais gosto de fazer é trabalhar, qualquer tempinho que eu tenha é pra trabalhar, eu adoro trabalhar! O meu trabalho é bom demais! Minha pesquisa é ficar lendo, passeando pela internet, experimentando um tracinho aqui, experimentando outro tracinho ali, desenhando e ouvindo música ao mesmo tempo. Eu não gosto de escrever, acho escrever difícil, escrevo a duras penas. Mas adoro desenhar! Eu só queria desenhar, na verdade. Eu queria desenhar toda a minha vida, não precisar ir à festa de aniversário, que eu detesto. Não precisaria ir à Bienal, que eu acho difícil (risos). Só desenhar! Agora, então, eu desenho o dia inteiro, eu acordo de manhã, leio, leio umas duas ou três horas, vou pro computador e desenho, desenho, desenho. Quando eu estou exausta, estou aprendendo a tocar violoncelo, eu toco violoncelo. É que o gesto, eu gosto muito de estar aprendendo a tocar, porque eu não toco, estou aprendendo, o gesto é muito diferente e exige gestos muito finos também, minhas marquinhas de violoncelo, está vendo? Que são completamente diferentes dos gestos de computador, de maneira que eu nunca tenho dor muscular nem nada.”
Faleceu aos 71 anos vitimada por uma embolia pulmonar.

## Alguns livros de Angela Lago[3]
- Cena de Rua, Editora RHJ, Belo Horizonte, 1994
- Tampinha, Editora Moderna, São Paulo, 1994
- A festa no céu, Editora Melhoramentos, São Paulo, 1995
- Uma palavra só, Editora Moderna, São Paulo, 1996
- Um ano novo danado de bom, Editora Moderna, São Paulo, 1997
- A novela da panela, Editora Moderna, São Paulo, 1999
- Indo não sei aonde buscar não sei o quê, Editora RHJ, Belo Horizonte, 2000
- Sete histórias para sacudir o esqueleto, Companhia das Letrinhas, São Paulo, 2002
- A banguelinha, Editora Moderna, São Paulo, 2002
- Muito capeta, Companhia das Letrinhas, São Paulo, 2004
- A raça perfeita, Angela Lago e Gisele Lotufo, Editora Projeto, Rio Grande do Sul, 2004
- A casa da onça e do bode, Editora Rocco, Rio de Janeiro, 2005
- A flauta do tatu, Editora Rocco, Rio de Janeiro, 2005
- O bicho folharal, Editora Rocco, Rio de Janeiro, 2005
- João felizardo, o rei dos negócios, Cosac-Naif, São Paulo, 2006
- Um livro de horas, Editora Scipione, São Paulo, 2008

## Estudos sobre a obra de Angela Lago[4]
- A complexização do objeto artístico: uma análise da obra de Angela Lago - tese defendida por André Mendes, da Faculdade de Letras da UFMG, foi vencedora do Prêmio Moinho Santista Juventude e publicada pela Editora UFMG em 2007 com o título "O amor e o diabo em Angela Lago – a complexidade do objeto artístico".[5]

- Matrizes de linguagem e pensamento na literatura infantil e Juvenil: a tessitura dos signos em obras de Angela Lago e Otaviano Correia - doutorado em Letras pela USP, de Maria Zilda da Cunha publicado posteriormente pela Humanitas, em 2002.[6]

- Livro de Imagem: três artistas narram seus processos de criação (Angela Lago, André Neves e Graça Lima)Hanna Talita Gonçalves Pereira de Araújo - dissertação de Mestrado em Artes, Universidade Estadual de Campinas, defendida em 2010.[7]

- De charadas e adivinhas: o continuum do contar de Angela Lago - Dissertação de mestrado defendida por Rosemarie Giudilli Cordioli na Faculdade de Filosofia, Letras e Ciências Humanas da USP.[8]

Periódicos
- Revista Literartes nº 3 (2014): Especial Angela Lago.[9]

## Algumas premiações
- Prémio Iberoamericano de Ilustración, La Consejería de Cultura, Junta de Andalucia, Sevilha, Espanha, 1994.[10]

- Prêmio Octogone de Ardoise 1994-1995.[10]

- Prix Graphique, Centre International d’ Etudes en Littératures de Jeunessa, Paris, pelo livro Cena de Rua. BIB Plaque.[10]

- Prêmio da Bienal Internacional da Bratislava, 2007, pelos originais ilustrações do livro João Felizardo o rei dos negócios.[10]

- Prêmio Jabuti, Categoria Melhor Ilustração de Livro Infantil ou Juvenil, 2008, Câmara Brasileira do Livro, pelo livro João Felizardo, o rei dos Negócios.[10]

- Prêmio de melhor ilustração na produção de 2008 pela FNLIJ com Um livro de horas.[10]

Fontes: